# Лауріс Дарзіньш
Лауріс Дарзіньш (латис. Lauris Dārziņš; 28 січня 1985, м. Рига, Латвія) — латвійський хокеїст, лівий/правий нападник. Виступає за «Ак Барс» (Казань) у Континентальній хокейній лізі.
Вихованець хокейної школи БХС. Виступав за «Кулона Рокетс» (ЗХЛ), «Ільвес» (Тампере), ВХК «Всетін», ХК «Гомель», «Динамо» (Рига).
У складі національної збірної Латвії учасник зимових Олімпійських ігор 2010, учасник чемпіонатів світу 2006, 2007, 2008, 2009, 2010 і 2011. У складі молодіжної збірної Латвії учасник чемпіонатів світу 2003 (дивізіон II), 2004 (дивізіон I) і 2005 (дивізіон I). У складі юніорської збірної Латвії учасник чемпіонатів світу 2002 (дивізіон I) і 2003 (дивізіон I).